# 浜江庁
浜江庁（ひんこう-ちょう）は、清代に存在した庁。

## 地理
浜江庁は現在の黒竜江省ハルビン市道外区に相当する。

## 歴史
1907年（光緒32年）1月23日、清朝により外国との交渉及び治安維持を目的に浜江庁が傅家店（後に傅家甸と改称）に設置され、浜江関道の管轄とされた。1910年（宣統2年）、双城府及び阿城県の一部が浜江庁に移管された。この頃になると満洲における物資の集散地としての重要性が高まっていた。
中華民国が成立すると1913年3月2日に浜江県に改編された。

### 設置
1907年1月、清により浜江庁が設置される。

### 廃止
1913年3月、浜江県と改編される。
| 前の行政区画 無 | 黒竜江省の歴史的地名 1907年 - 1913年 | 次の行政区画 浜江県 |